# グレイトフルデッド (漫画)
『グレイトフルデッド』 (GRATEFUL DEAD) は、久正人による日本の漫画。『月刊マガジンZ』（講談社）2003年7月号から2004年6月号まで連載された。全8話。コミックスは全2巻。
キョンシーと霊幻道士の戦いを描いた作品であり、それらの設定については一般的な作品とほぼ同じであるが、本作独自の設定もある（後述の用語・設定を参照）。

## ストーリー
舞台は清朝末期の中国・上海。霊幻道士のコリンと元・霊幻道士のリンチュウが、僵尸（キョンシー）に関わる事件に立ち向かい、やがて大きな黒幕と対峙する。
霊幻道士・コリンの役目は「死者を殺し 生者を生かす」。

## 登場人物

### 主人公サイド
コリン
娼館「壺中天」の娼婦で、霊幻道士の女の子。
血を見ると吐いたり、弱気な発言をする娘だが、「高揚る」（ふりきる、後述）と、性格や態度・言葉遣いが豹変し、リンチュウと立場が逆転する。「高揚った」時の自分をコントロールしてくれるのがリンチュウということもあり、普段は娼婦としてリンチュウの店で働いている。性行為によって霊幻道士に必要な「精」を貯めるという理由もある。
僵尸になってしまった母親を自らの手で殺した過去があり、霊幻道士として生きるコリンの宿命でもある。
僵尸と戦う時は剣を使い、束ねた長髪（基本的に三つ編み）の中に隠し持っていたりする。戦闘時は特製の帽子を被っていることが多い。
リー・リンチュウ / 店長（てんちょう）
「壺中天」の店長で、元・霊幻道士の男。
現役時代の別名は「長釘（スパイク）・リー」と呼ばれ、敏腕凄腕だった様子で、現在は「リンチュウ」「店長」などと呼ばれている。
普段はコリンに対して厳しく接するが、「高揚った」コリンには逆に使われ、呼び方も呼び捨てから「コリン殿」に変わり敬語になる。
チォウ・カエイ
「壺中天」に出入りする薬屋 兼 情報屋。リンチュウには度々、店番を押し付けられる。
「穿山公（せんざんこう）」の異名を持つ弓の名手。戦闘に参加しないという条件でリンチュウを手伝っていたが、最後には戦力として狩り出される。
最終話では薬の力で覚醒し、筋肉質の体で大きな弓矢を操り、コリンを援護した。
ウー・ヨウル
コリンの客である残酷絵師。都合良く使われたり、薬で眠らされたりするが、ほぼ全編に登場。妻帯者。

### 敵組織
2巻から登場する本作のヴィラン。僵尸を使ったある計画を進めており、拷問による僵尸の人為的製造・密行列車による上海への輸送・研究機関での実験などを行っている。
宦官（本名不明）
組織の長。自らが仕える清朝の復権のため、西洋人を駆逐するために僵尸を利用している。
十二年前のフランスとの戦争の時も、僵尸による軍を作る計画に加担したらしい（コリンの母が僵尸化した事件と密接な関わりがある）。
オウリン
霊幻道士。リンチュウとは顔見知りである。
僵尸に関する知識を買われて組織の一員となった。護るべき生者が修行地である二仙山を焼き討ちしたために背信したようだが、一方で僵尸にするべく捕えた人々から「できるだけ楽に殺す」という条件で財産を巻き上げるなどの私欲を優先した行為も行っている。
ブルトン教授
フランス人の学者。組織の拠点（フランス租界の教会）は表向き彼が所有者である。
自らの研究のために宦官と結託していたが、結局は西洋人であるという理由で、計画が実行された際に射殺された。
ロー
額にこぶのある禿頭の男。「○○でござんす」といった話し方をする。
計画の最終段階で集めた僵尸たちを狂乱状態にするため、機械仕掛けに全身を削られて血のシャワーと化す壮絶な最期を遂げる。ロー本人はこれを喜んで受け入れており、「一生生きてたってこんな死に方できるもんじゃない」と涎を垂らすほどの恍惚状態で死んでいった。宦官に対しては忠実だが、前述の「役得」がなければ仕えたりはしなかったと語っている。

### 僵尸
警部
死後20年相当の僵尸。
まるで生きているかのように装って上海の警察に勤めていたが、「夜しか働かない」「逮捕した犯人が何人か行方不明になる」といった噂がリンチュウの元へ届き、目をつけられる。
ロン・ルウ
死後、財への執着から僵尸と化した老人。
生前は地上げで巨万の富を築いた。ロン自身はさほど脅威ではなかったが、財産全てを死後の世界へ持ち出すために実物大の冥宅（葬式の際に燃やして死後の世界へ送る家。本来はミニチュア）を建てる際、墓地を一つ潰してそこの死体を残らず僵尸化した。
チンファ
地下闘蟋倶楽部の主催者、タンに育てられたコオロギの僵尸。書いてある文字の内容を理解できないため、符が通用しない。
もともと“チンファ”とは死んだタンの妻の名だった。悲しみから精神に異常をきたしたタンが「妻が死んだわけがない」として弔わなかったためにチンファの死体は僵尸化し、それを食べたコオロギもまた転化した。
「妻が帰ってきた」と錯覚したタンを唆して闘蟋倶楽部のコオロギ全てを僵尸化し、人間を滅ぼしてコオロギの世界を作ろうとする。計画の露見後はタンを人質にとり、他のコオロギを鎧のごとく纏って応戦したが、地下育ちで「朝」の存在を知らなかったため日光に焼かれて消滅した。
ウィリアム・H・ボニー
僵尸ではなくヴァンパイア。まだ吸血鬼としては素人であり、変身能力などは使いこなせない。
パット・ギャレットの追跡や西部での行き詰まりを理由にヴァンパイアになったが、その後落ちぶれて上海へと流れてきた。ヴァン・ヘルシングの弟子であるリンチュウを捕えてヴァンパイアの社会で成りあがろうと目論む。
一般的なヴァンパイア同様、銀や日光を弱点としている。同様に自力で水の上を移動することも不可能だが、これに関しては水上移動を問題としない僵尸の部下に自分を運ばせることで克服している（本作ではヴァンパイアに噛まれても中国人は僵尸にしかならない）。
六臂僵尸
「組織」によって作られた僵尸。
腕を失って死んだ僵尸に人間の腕だけを食べさせ、それを電気によって体外で具象化した六本腕の僵尸。
悪食僵尸
「組織」によって作られた僵尸。
万歳丹と呼ばれる特殊な毒茸でローに毒殺された会員制秘密倶楽部「食星梁山泊」の会員たちが、食への未練から僵尸化したもの。万歳丹の毒が全身に回っており、斬ると周囲に猛毒をまき散らすため、毒が抜けるまでは符で動きを止め保管するしかない。
コリン達を始末するために差し向けられたが「いまさら人を食っても面白くない」という理由で、興味の赴くまま町で暴れまわった。最終話で意外な活躍を果たす。
蟲毒
「組織」によって作られた僵尸。
十二年前の計画が失敗したことで「僵尸に軍としての統率行動は無理」と悟った宦官によって作られた「最強の一騎」。同士討ちのなかで生き残り、超常的な呪力によって驚異的な身体能力を獲得した。また、龍（後述）を餌として与えられていたためか、蟲毒になる以前から戦闘能力は並の僵尸を上回っていた。操作用の文言を顔に彫りこんであるため、別の術者が符で操ることはできない。
龍
蟲毒に餌として与えられ、かじられたことで転化した僵尸。
長く鋭い三本爪が特徴であり、一般的な“龍”の大きさをはるかに上回って怪獣の域に達している。巨大な琥珀の中に埋もれていたものをブルトン教授が発見し、宦官に発掘を許可してもらう見返りに餌として提供していた。

## 用語・設定
僵尸（キョンシー）
一般的な僵尸とほぼ同じであるが、龍やコオロギの僵尸も登場する。西洋で僵尸と似た特徴を持つ「ヴァンパイア」も登場。
霊幻道士（れいげんどうし）
こちらも一般的な霊幻道士とほぼ同じであるが、漫画の特性上、剣を使ったアクションで殺したりすることもある。
高揚る（ふりきる）
コリンの感情のスイッチのようなもので、この状態のコリンが霊幻道士としての力を発揮する。素の状態とは表情の描写に差異はあるものの、素の状態に戻ったコリンに敬語で接してくるリンチュウに「もう戻ってます」と発言するなど、見た目でオンとオフの状態を判別することができない様子。また、記憶を無くしたりするわけではなく、本人もこの状態を自覚している。
壺中天（こちゅうてん）
表向きには、いわゆる風俗で本番有りの店。地下室が霊幻道士としての基地のようになっている。

## 単行本
- マガジンZKCレーベル[2]
  1. 2003年9月22日発売 ISBN 978-4-06-349146-3（絶版）
  2. 2004年6月23日発売 ISBN 978-4-06-349175-3（絶版）
- シリウスKCレーベル[2]
  - 上 2014年1月9日発売 ISBN 978-4-06-376446-8
  - 下 2014年1月9日発売 ISBN 978-4-06-376447-5